# Peredmisťja
Peredmisťja (ukrajinsky Передмістя) je vesnice na Ukrajině. Leží v Čortkivském rajónu v Ternopilské oblasti, a v roce 2001 v ní žilo 370 obyvatel.

## Osobnosti
- Omeľjan Loguš — ukrajinský politik, člen Organizace ukrajinských nacionalistů.
- Dr Volodymyr Loguš — ukrajinský advokat, doktor práv.